# Anne Boden
Pour les articles homonymes, voir Boden (homonymie).
Anne Boden, née en janvier 1960 à Bon-y-maen, est une entrepreneure technologique britannique. Elle est fondatrice et présidente directrice générale d'une des premières néo-banques au Royaume-Uni, la Starling Bank (en), qui est accessible via une application mobile et s'adresse aussi bien aux entreprises qu'aux particuliers. Depuis 2020 et le Brexit, Starling vise à s'installer sur le continent européen.

## Biographie

### Jeunesse et formation
Anne Elizabeth Boden est née en janvier 1960 dans une banlieue de Swansea. Elle est la fille unique d'un métallurgiste et d'une employée de grand magasin,.  Elle étudie à l'université de Swansea où elle obtient un diplôme en chimie et informatique en 1981.

### Début de carrière dans le secteur financier
Anne Boden commence à travailler à la Lloyds Bank à Londres la même année, puis chez Standard Chartered Bank, UBS et, en tant que directrice de l'information chez AON Corporation. Anne Boden rejoint ensuite ABN AMRO et RBS, en tant que responsable pour l'Europe, le Moyen-Orient et l'Afrique et responsable de Global Transaction Banking,.  
Tout en travaillant, Anne Boden obtient une maîtrise en administration des affaires (MBA) de l'université de Middlesex en 1990. En 2011, elle siège au conseil des gouverneurs de l'université de Middlesex.
Elle rejoint Allied Irish Banks en 2012 en tant que directrice de l'exploitation pour aider à redresser la situation de la banque après la crise financière de 2008.
En 2020, Anne Boden devient membre du conseil d'administration de l'association professionnelle des banques et des sociétés de services financiers du Royaume-Uni, UK Finance, et également conseillère de la Commission du commerce du gouvernement britannique. 
Anne Boden est membre du Forum économique mondial. 

## Starling Bank
Son expérience de la crise financière de 2008 et de ses conséquences sur les clients des banques la confirment dans son idée que les pratiques bancaires ne sont plus en phase avec l'époque et elle imagine une banque numérique utilisant les dernières technologies, qui mette les intérêts des clients au centre et leur offre davantage d'options, tout en étant responsable et attentive à l'environnement,,. 
Anne Boden fonde son entreprise de banque sur une application mobile en juin 2014, initialement nommée Possible Financial Services, avec le slogan "Bank Possible".  
En février 2015, son partenaire Tom Blomfield (en) quitte le projet quelques mois avant le lancement de la banque, avec quatre collaborateurs, pour fonder une banque en ligne rivale, Monzo (en). 
La société est rebaptisée Starling Bank en janvier 2016 et obtient la licence bancaire britannique la même année,,.
Malgré les difficultés et le scepticisme initial, Starling Bank, devient une des plus grandes réussites de la banque moderne, remportant de nombreux prix. Après avoir proposé uniquement un compte courant en ligne, la banque propose désormais des comptes professionnels et une gamme de partenariats avec des partenaires financiers complémentaires, des courtiers en prêts hypothécaires aux prestataires de retraite. La banque a son siège à Londres, des bureaux à Southampton, Cardiff et Dublin, emploie 1 800 personnes en 2022 et a près de 3 millions de clients,,. Starling est la première néo-banque à afficher des bénéfices.  
Anne Boden est membre du FinTech Delivery Panel de Tech Nation, siège aux conseils consultatifs commerciaux du Premier ministre et du maire de Londres,.   

### Femmes et banques
Anne Boden s'exprime sur les discriminations contre les femmes dans le secteur bancaire. Dans une étude publiée en 2018, Starling montre que 90% des articles financiers destinés aux femmes sont centrés sur l'épargne tandis que 70 % de ceux destinés aux hommes lient le succès financier au statut personnel. Anne Boden considère que ce sexisme est aussi préjudiciable aux hommes qui ne sont pas tous enclins à prendre des risques financiers et elle estime que les écarts salariaux entre hommes et femmes dans le secteur et la sous-représentation des femmes dans les conseils d'administration sont en partie liés à cette façon différente de parler d'argent aux hommes et aux femmes. Starling Bank emploie d'ailleurs 40% de personnel féminin

## Distinctions
- 2018 : 
  - Doctorat honorifique de l'université de Middlesex[6]
  - Anne Boden est décorée de l'ordre de l'Empire britannique (MBE) pour les services rendus aux technologies financières [9]
  - Nommée par Forbes parmi les 50 femmes les plus importantes dans les secteurs de la science, la technologie, l'ingénierie et les mathématiques (STIM)[19]

- 2022 : Elle figure sur la liste Inspiring Fifty européenne en 2022, des femmes modèles dans le domaine technologique[20].

Starling Bank est nommée Meilleure banque britannique en 2018, 2019 et 2020.

## Publications
- The Money Revolution: Easy ways to manage your finances in a digital world, Kogan Page, 2019